# Second Massacre fratricide
Batailles
Batailles du Beleriand
- Première bataille (1497 A.A.)
- Dagor-nuin-Giliath
- Dagor Aglareb (60)
- Dagor Bragollach (455)
- Nírnaeth Arnoediad (472)
- Nargothrond (495)
- Second Massacre fratricide (506-507)
- Gondolin (510)
- Guerre de la Grande Colère

Le Second Massacre Fratricide est un événement du legendarium de Tolkien. La ruine de Doriath, ainsi que le deuxième massacre de parenté, se produisit lorsque les Fils de Fëanor attaquèrent Doriath, à la recherche du Silmaril qui s’y était emparé après la mort de Beren et de Lúthien. Le roi Dior de Doriath y fut tué, ainsi que Celegorm, Curufin et Caranthir. Mais la fille de Dior, Elwing, a réussi à s’échapper jusqu’aux Bouches de Sirion avec les survivants de Doriath.

## Arrière-plan
Lorsque la nouvelle de l’attaque de Doriath par les Nains de Nogrod parvint à Beren à Tol Galen, lui, son fils, Dior, et les Elfes verts d’Ossiriand, emportèrent les Nains près de Sarn Athrad. Les Nains qui ont échappé au premier assaut et se sont enfuis sur les pentes sous le mont Dolmed ont été chassés « dans les bois ombragés des Arbres » par les Bergers des Arbres et aucun n’a réussi à s’échapper.
Au cours de cette bataille, Beren lui-même tua leur roi et récupéra le Nauglamír qu’ils avaient volé. Cependant, alors qu’il mourait, le seigneur de Nogrod « jeta sa malédiction sur tout le trésor ». Beren fut stupéfait quand il vit le collier, car il était serti du Silmaril qu’il avait lui-même taillé dans la couronne de Morgoth. Il la nettoya dans la rivière Ascar, et cette même rivière fut rebaptisée Rathlóriel, le lit d’or, car, après la bataille, tous les trésors de Doriath avaient été perdus. Le Nauglamír a été ramené à Tol Galen et porté par Lúthien. Et lorsqu’elle porta le Silmaril, « pendant un certain temps, la Terre des Morts qui Vivent devint comme une vision du pays des Valar, et aucun endroit n’a été depuis aussi beau, aussi fructueux ou aussi rempli de lumière. »
Lorsque Dior a fait ses adieux à ses parents, il s’est rendu à Menegroth avec sa femme Nimloth et ses enfants Eluréd, Elurín et Elwing. Les Elfes de Doriath les reçurent avec joie. Sous le règne de Dior, la gloire du royaume s’est rétablie pendant un certain temps.
À l’automne, un elfe est venu à Menegroth. Il était le seigneur des Elfes Verts d’Ossiriand. Il donna à Dior un coffre, dans lequel se trouvait le Nauglamír dans lequel était placé le Silmaril. Dior, en le regardant, y crut un signe que Beren et Lúthien étaient morts. Alors Dior se leva et serra le Nauglamír autour de son cou, et « apparut comme le plus beau de tous les enfants du monde, de triple race : des Edain, des Eldar et des Maiar du Royaume Béni.

## Histoire

### Prélude
La rumeur se répandit parmi les Elfes dispersés du Beleriand, et ils dirent : « Un Silmaril de Fëanor brûle à nouveau dans les bois de Doriath. » Lorsque la nouvelle de ces événements parvint aux Fils de Fëanor, leur serment fut réveillé de son sommeil, car tant que Lúthien avait porté le Collier des Nains, aucun Elfe n’oserait l’assaillir. Mais maintenant, il semblait aux Fils de Fëanor, en entendant parler du renouveau de Doriath et de l’orgueil de Dior, qu’ils pouvaient récupérer le Silmaril. Les sept fils se sont rassemblés à nouveau de leur errance et ont envoyé des messages à Dior pour faire part de leurs prétentions sur le Silmaril. Mais Dior ne répondit pas, et Celegorm « excita ses frères à préparer un assaut sur Doriath ».

### Bataille
Les Fils de Fëanor, ainsi que leurs partisans, attaquèrent Doriath avec une attaque surprise, au milieu de l’hiver, et combattirent avec Dior dans les Mille Cavernes. C’était le deuxième meurtre d’Elfes par Elfes. Dans cette bataille, Dior a tué Celegorm. Curufin et Caranthir ont également chuté. Dior a également été tué avec sa femme Nimloth. Eluréd et Elurín furent capturés, emmenés dans la forêt et laissés mourir de faim par les cruels serviteurs de Celegorm. Maedhros se repentit de cet acte de vengeance et de cruauté envers les enfants, et il les chercha longtemps dans les bois, mais « ses recherches furent vaines » et le sort des fils de Dior n’est pas connu.

### Séquelles
Doriath a été détruite et le royaume ne s’est jamais relevé. Mais les Fils de Fëanor n’atteignirent pas leur objectif dans cette bataille sanglante car le Silmaril leur échappa, Elwing et un reste d’Elfes s’enfuirent vers le sud vers les Bouches du Sirion et rejoignirent les autres réfugiés de guerre.

## Autres versions du legendarium

### Le livre des contes perdus
Une version ancienne de la bataille a été écrite dans The Nauglafring. Dans ce concept primitif, Dior règne sur « les vallées du sud » avec ses deux enfants Auredhir et Elwing, le premier ayant entièrement disparu au cours du développement de l’histoire. Il n’y a aucune mention du retour de Dior dans le royaume de son grand-père, Artanor (un ancien nom pour Doriath) et de sa reconstruction.
Comme dans Le Silmarillion, les fils de Fëanor entendent la rumeur qu’un Silmaril de Fëanor brûle à nouveau dans les bois de Hísilómë. Maidros, poussé par le serment, remue ses frères et Curufin se rend à la rencontre de Dior pour exiger que le bijou soit rendu à ceux qui en avaient le droit. Dior rejette leur demande et Curufin retourne auprès de ses frères pour se préparer à un assaut.
De la même manière que les écrits ultérieurs, les Fils de Fëanor tombent sur Dior sans s’en rendre compte, mais comme la bataille n’a pas lieu à Menegroth, il n’y a pas de deuxième bataille dans les Mille Grottes. Dior et Auredhir sont tués lors de cet assaut et Dior ne tue aucun des frères dans cet attentat. Plus tard, « une foule de gens de Dior » arrivent et attaquent l’arrière du Fëanorian. Dans cette bataille, Maglor est tué par des épées, Celegrom est transpercé d’une centaine de flèches, à ses côtés Cranthor tombe et Dinithel (Amras) meurt de blessures dans la nature.
Elwing s’enfuit vers Sirion avec l’aide d’un gnome Gereth et d’Evranin, l’infirmière d’Elwing. Gereth et Evranin n’apparaissent pas dans les écrits ultérieurs.

### Le premier Silmarillion
Un bref aperçu de la bataille est mentionné dans l’Esquisse de la Mythologie lorsqu’elle a été écrite pour la première fois, dans cette version, les Fils de Fëanor revendiquent en fait le Nauglafring mais plus tard ils se disputent à ce sujet jusqu’à ce qu’il ne reste plus que Maglor.

### Versions ultérieures
Dans une version antérieure, Dior retourne à Doriath après sa ruine et est accueilli par Melian. Dans le conte des années pour P.A. En 503, il est écrit que « les Nains de Belegost et de Nogrod envahissent Doriath ». Cependant, Tolkien a noté que si c’était le cas, Thingol aurait dû être conduit hors de Doriath afin d’être tué parce que « Doriath ne peut pas être pénétré par une armée hostile ! » Dans le Silmarillion, les Nains n’ont pas envahi. Ils étaient déjà à Menegroth pour y faire d’autres travaux, et Melian a quitté la Terre du Milieu après que Thingol ait été tué, ce qui a laissé le royaume sans protection.
Dans cette ancienne version du Conte des Années, Melian avait apporté le Nauglamír à Beren et Lúthien, et Lúthien le portait. C’était inconnu des autres à l’époque. Et ce furent Curufin et Celegorm, et non Beren avec les Elfes Verts et les Ents, qui tendirent une embuscade aux Nains aux Gués d’Ascar. Lorsqu’ils attaquèrent les Nains, le trésor qu’ils avaient pillé à Doriath fut jeté dans la rivière, qui fut alors nommée Rathlóriel. Et « grande fut la colère des fils de Fëanor en découvrant que le Silmaril n’était pas avec les Nains. ».
Dans F.A. 504, Dior revient à Doriath. Il y était déjà allé en F.A. 503, mais il eut sa fille Elwing à Ossiriand, et non à Doriath. Avec le pouvoir du Silmaril, il restaure le royaume. Dans F.A. En 505, les fils de Fëanor entendent parler du Silmaril à Doriath et tiennent conseil, et « Maidros retient ses frères, mais un message est envoyé à Dior pour lui demander le Joyau. Dior ne répond pas.

Au lieu d’une seule saison, une autre année s’écoule et en F.A. 506, « Celegorm enflamme les frères, et ils préparent un assaut sur Doriath. Ils arrivent à l’improviste en hiver. Enfin, dans l’arrêt F.A. 506 et 507 :
« À Yule, Dior combattit les fils de Fëanor sur les marches orientales de Doriath, et fut tué. Il y avait aussi Celegorn (de la main de Dior) et Curufin et Cranthir. Les cruels serviteurs de Celegorm s’emparent des fils de Dior (Elrún et Eldún) et les laissent mourir de faim dans la forêt. (On ne sait rien de certain de leur sort, mais certains disent que les oiseaux les ont secourus et les ont conduits à Ossir.) [ En marge : Maidros repentant cherche en vain les enfants de Dior.] Lady Lindis s’enfuit avec Elwing, et arriva à peine à Ossir, avec le collier et le bijou. De là, entendant la rumeur, elle s’enfuit dans les Havres du Sirion.
Lady Lindis, remplacée plus tard par Nimloth, était l’épouse de Dior. Dans cette version, F.A. 497, « Dior Halfelven épouse Lindis d’Ossiriand », et dans F.A. 500, « Elrún et Eldún, fils jumeaux de Dior, sont nés. »